# Kubanychbek Aibek Uulu
Kubanychbek Aibek Uulu (28 de outubro de 2000) é um judoca quirguiz. Competiu nos Jogos Olímpicos de Verão de 2024 em Paris, sendo eliminado na primeira fase.
Conquistou a medalha de ouro no Grand Slam de Tbilisi em 2023. Em 2019, conquistou a prata na Taça da Europa de Juniores, em São Petersburgo. O seu percurso no judo começou aos sete anos de idade, guiado pela paixão do pai. Treinando no clube "Muhammad Umar" da cidade de Osh, sob a orientação de Jusupov Bakyt, impressionou os seleccionadores nacionais, estreando-se internacionalmente em 2016. Desde então, tem sido um membro importante da equipa principal do Quirguistão. Entre os seus feitos notáveis contam-se a conquista do ouro no Grand Slam de Tbilisi (2023) e o triunfo no "Campeonato Ásia-Oceânia de Judo 2021" em Bishkek.